# Speciální astrofyzikální observatoř Ruské akademie věd

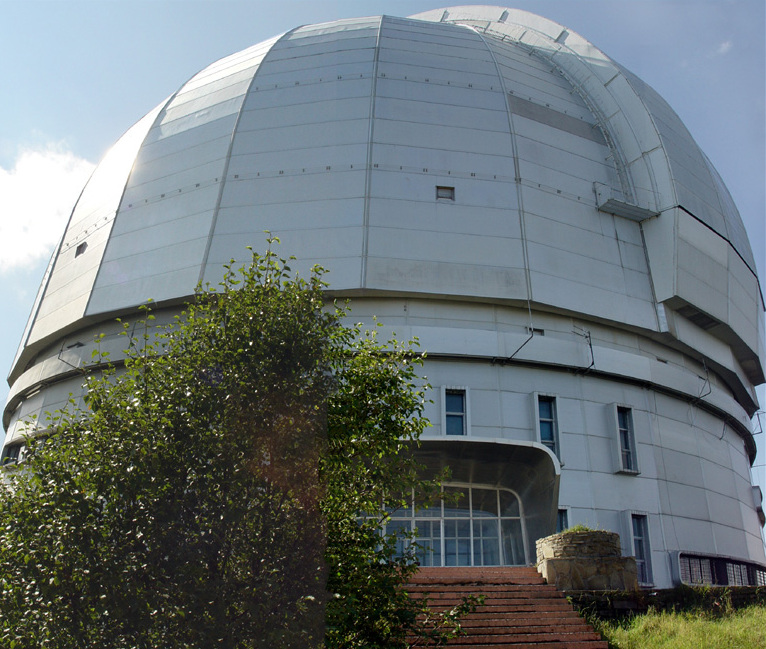
BTA-6, pohled od hlavního vchodu

Speciální astrofyzikální observatoř (Специальная астрофизическая обсерватория Pоссийские академии наук) zkráceně SAO RAV (САО РAH) je astronomická observatoř, která byla vybudována roku 1966 v SSSR. Nyní patří do správy Ruské akademie věd. Nachází se v údolí Bolšoj Zelenčuk v pohoří Velký Kavkaz (Большой Кавказ) nedaleko vesnice Nižnyj Archyz (Архыз). Observatoř je vybavena optickým teleskopem BTA-6 a radioteleskopem RATAN-600, přičemž oba komponenty jsou od sebe vzdáleny 20 km.

## Optický teleskop BTA-6
Teleskop BTA-6 (БТА - Большой телескоп азимутальный) byl po několik let největším celo-zrcadlovým reflektorovým teleskopem na světě. Primární zrcadlo teleskopu má 6 metrů v průměru a je ukryto v kupoli o celkovém průměru 48 m. Dalekohled je umístěn v nadmořské výšce 2 070 m. Od svého sestrojení v roce 1975 držel světový rekord až do roku 1993, kdy byl předstižen teleskopem Keck 1 na Hawaii. Zrcadlové teleskopy stejné nebo větší velikosti využívaly většinou složená zrcadla a BTA-6 tak zůstal až do příchodu tzv. spin-casting technologie, která umožňovala vyrábět jednokusová zrcadla větší velikosti (např. 8,4 m), největším zrcadlovým teleskopem osazeným jednolitým zrcadlem. Kvůli způsobu usazení teleskopu je nutné pro udržení potřebného zorného pole používat speciální rotační mechanismus. Po první sérii pozorování došlo k jistému rozčarování, neboť během nich prasklo první borosilikátové zrcadlo, které bylo nahrazeno roku 1978. Velikost kupole a váha zrcadla 42 tun značně znesnadňují obsluhu tohoto teleskopu během pozorování. K dalším problémům patří časté prudké větry vanoucí z vrcholů Kavkazu, které ve značné míře snižují kvalitu pozorování. Observace, které mají úhlové rozlišení vyšší než 1 úhlová vteřina, jsou zde vzácností. I přesto je BTA-6 cenným nástrojem, kterým je možno pozorovat objekty až do 26. magnitudy.

### Další optické teleskopy

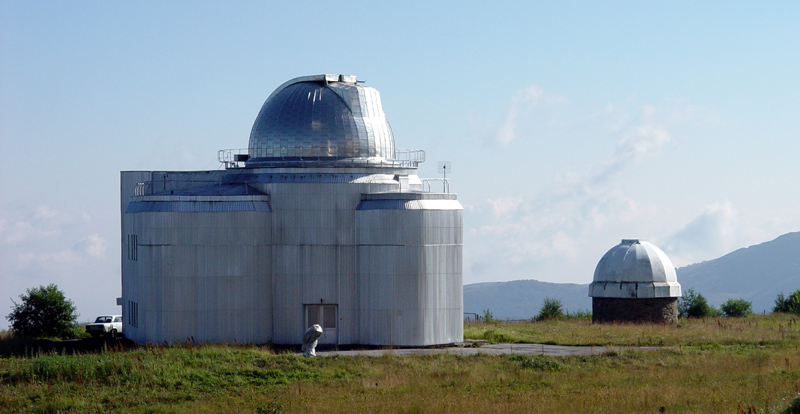
Dva menší teleskopy

Mimo BTA-6 je SAO vybavena i dalšími dvěma menšími optickými teleskopy, oběma postavenými optikem Carlem Zeissem.[zdroj⁠?!] Obě zařízení jsou používána jednak k podpoře programů BTA-6, ale také k samostatným průzkumným projektům. Na pokyn SAO mohou být projekty původně určené pro BTA-6 přesunuty na tyto teleskopy, což by zabralo přibližně 10 % jejich časové kapacity. Větší z dvojice teleskopů, 1m Zeiss-1000, je situován několik set metrů od BTA-6 a je umístěn ve své vlastní budově. První světlo světa spatřil Zeiss-1000 v roce 1990, ale instalace a další úpravy trvaly až do roku 1993, kdy byl plně dokončen. V roce 1994 přibyl druhý, mnohem menší (60 cm v průměru) a jednodušší teleskop Zeiss, formálně patřící Státní univerzitě v Kazani.

## Radioteleskop RATAN-600

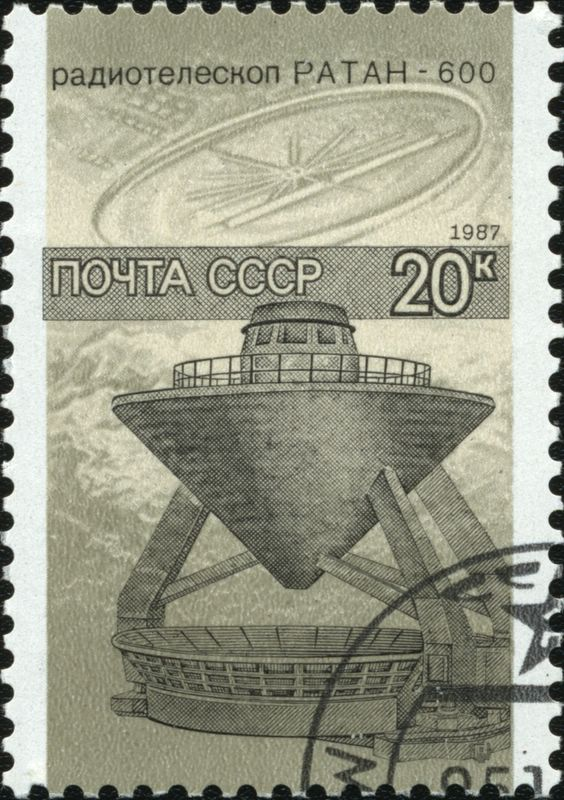
Ruská známka s vyobrazením radioteleskopu RATAN-600

Radioteleskop RATAN-600 (РАТАН-600 - Радиотелескоп академии наук), který sestává z 576 metrového kruhu pravoúhlých radioreflektorů, je taktéž situován v observatoři ve výšce 970 m n. m. Každý z 895 2 × 7.4 m reflektorů může být nasměrován buďto na centrální kónický přijímač nebo na jeden z pěti cylindrických reflektorů. Každý z reflektorů je spojen s přístrojovou komorou. Možnost řídit zvlášť jednotlivé komponenty s výkonem ekvivalentním k 600 m talířové anténě, jej činí největším samostatným radioteleskopem na světě.
RATAN-600 je primárně využíván jako „tranzitní teleskop“, tzn. že je s ním možno pozorovat pouze objekty pohybující se podél místního poledníku. K možnosti sledovat daný objekt na obloze je využito zemské rotace. Rozsah radiových frekvencí, které je s RATANEM-600 možno sledovat, je od 610 MHz do 30 GHz v centimetrovém vlnovém pásmu s úhlovým rozlišením až 2 úhlové vteřiny. Ratan byl používán mimo jiné i při sledování slunečních radioemisí a také byl zapojen do projektu SETI. Na rozdíl od BTA-6 jej zatím nepostihly žádné vážné problémy a je od svého vzniku velice hojně využíván.[zdroj?]